# Otta (Fluss)
Die Ottaⓘ ist ein 150 km langer wasserreicher Wildfluss im norwegischen Innlandet. Sie durchfließt das landschaftlich schöne Hochtal Ottadal und mündet später in der gleichnamigen Stadt Otta in den Lågen. Ruhige seenartige Strecken wechseln sich mit stark verblockten Gefällstrecken ab.

## Freizeit
Die Otta ist eines der beliebtesten Kajakgewässer Norwegens.